# قائمة مساجد النجف

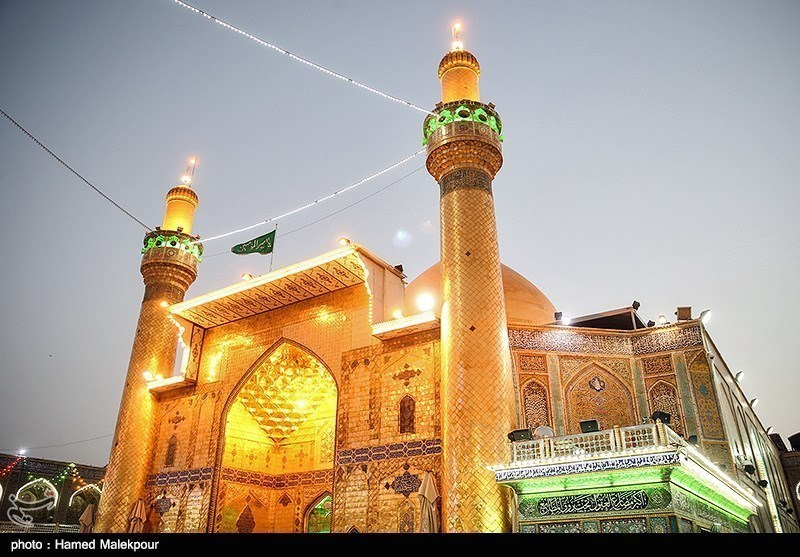
مرقد الإمام علي بن أبي طالب

مساجد النجف في محافظة النجف مساجد تاريخية وتراثية يعود تاريخ تأسيسها إلى بداية الفتح الإسلامي للعراق وحاليا يوجد في المحافظة أكثر من 974 مسجد وحسينية أغلبها يوجد في ناحية الحيدرية بالإضافة إلى مراقد ومزارات عديدة وأبرزها
- مرقد الإمام علي
- مسجد ومرقد كميل بن زياد
- مسجد ومرقد ميثم التمار
- مسجد الكوفة
- مسجد السهلة
- مسجد الحنانة
- مسجد عمران بن شاهين
- مسجد الشيخ الطوسي
- مسجد السبزواري
- مسجد الشاكري
- مسجد الرأس الشريف
- مسجد الخضراء
- مسجد الحمراء
- مسجد الجوهرجي
- مسجد الهندي
- مسجد صعصعة بن صوحان
- مسجد زيد بن صوحان
- مسجد كاشف الغطاء
- مسجد الشيخ الأنصاري
- مسجد الشيخ الطريحي
- مسجد الرحباوي
- مسجد فاطمة الزهراء
- مسجد الجواهري
- مسجد الشيخ صاحيب الجواهر
- مسجد العلامة الشيخ حسن الشيرازي
- مسجد خديجة
- مسجد بلال بن رباح
- مسجد الشيخ جعفر الشوشتري
- مسجد الشيخ مشكور
- مسجد الشيخ المرتضى
- مسجد الحاج محمد التورنجي
- مسجد آل المشهدي
- مسجد الرحمة
- مسجد المصطفى
- مسجد المراد
- مسجد البصيصي
- مسجد الصاغة
- مسجد الحاج عطية جبور
- مسجد الحاج عبد الله بن روخه
- مسجد الحاج حسين البهبهاني
- مسجد الإمام علي الكبير
- مسجد الإمام الجواد
- مسجد الإمام الرضا
- مسجد الإمام الصادق
- مرقد مسلم بن عقيل
- مرقد المختار الثقفي
- مرقد هانيء بن عروة
- مرقد زيد بن علي
- مرقد رشيد الهجري
- مرقد خديجة بنت الإمام علي
- مرقد السيد محمد باقر الصدر
- مرقد السبد محمد صادق الصدر
- مرقد السيد ابراهيم الغمر
- مقام الإمام زين العابدين
- مقام الإمام المهدي
- مقام محمد بن الحنفية
- مقام رقية بنت الإمام الحسن
- مقام النبي آدم
- مقام النبي نوح
- مقام النبي هود
- مقام النبي صالح
- حسينية آهل البيت
- حسينية الرسول الأعظم
- حسينية عبد الرسول علي
- حسينية الإمام الصادق
- حسينية عبد الله الرضيع
- حسينية الإمام الهادي
- حسينية الإمام علي
- حسينية الإمام الحسن
- حسينية ام البنين
- حسينية الإمام السجاد
- الحسينية الفاطمية

## معرض الصور

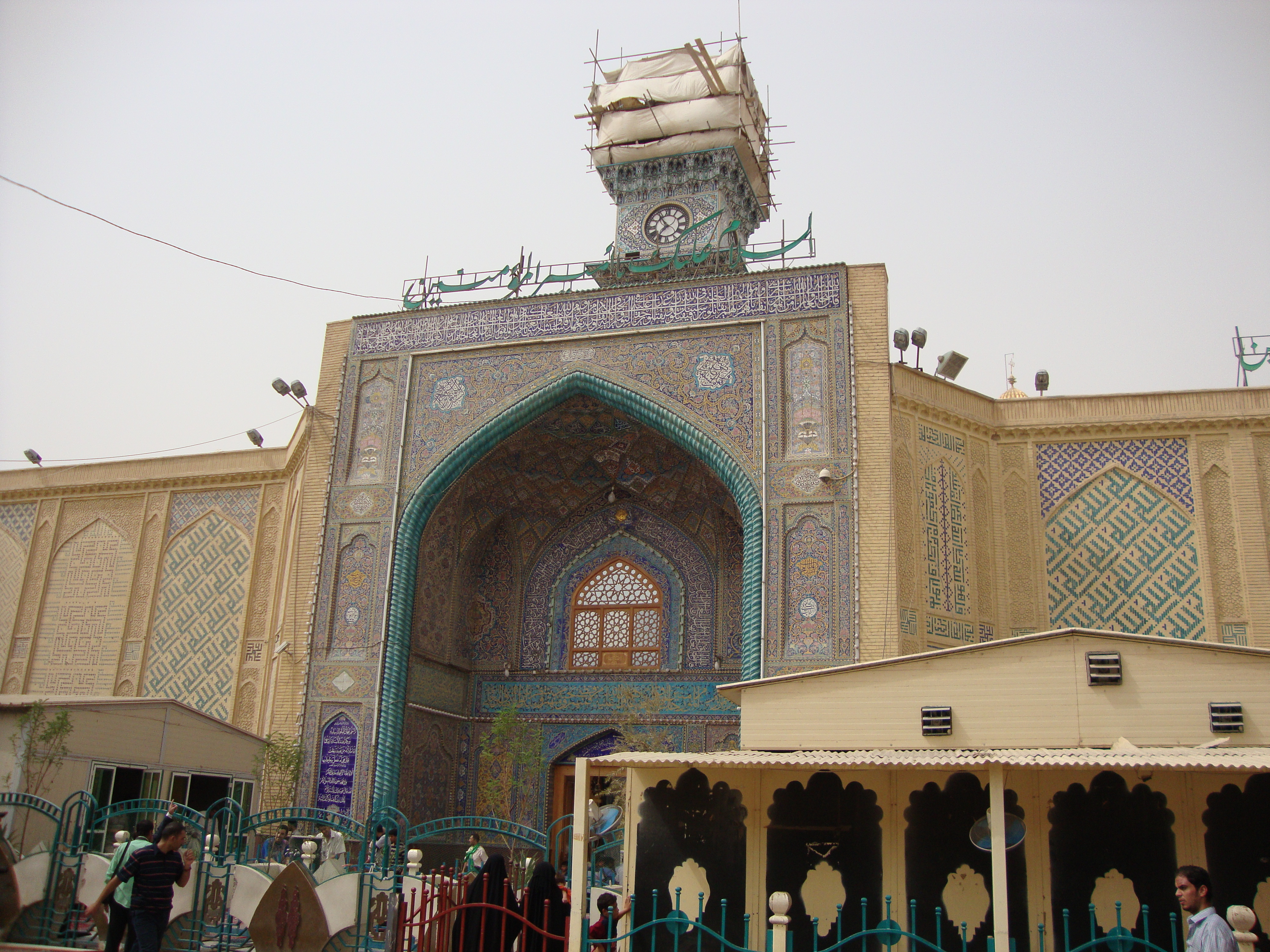
الروضة الحيدرية
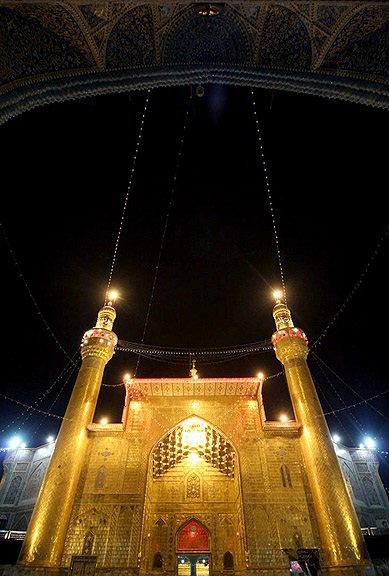
الصحن الشريف
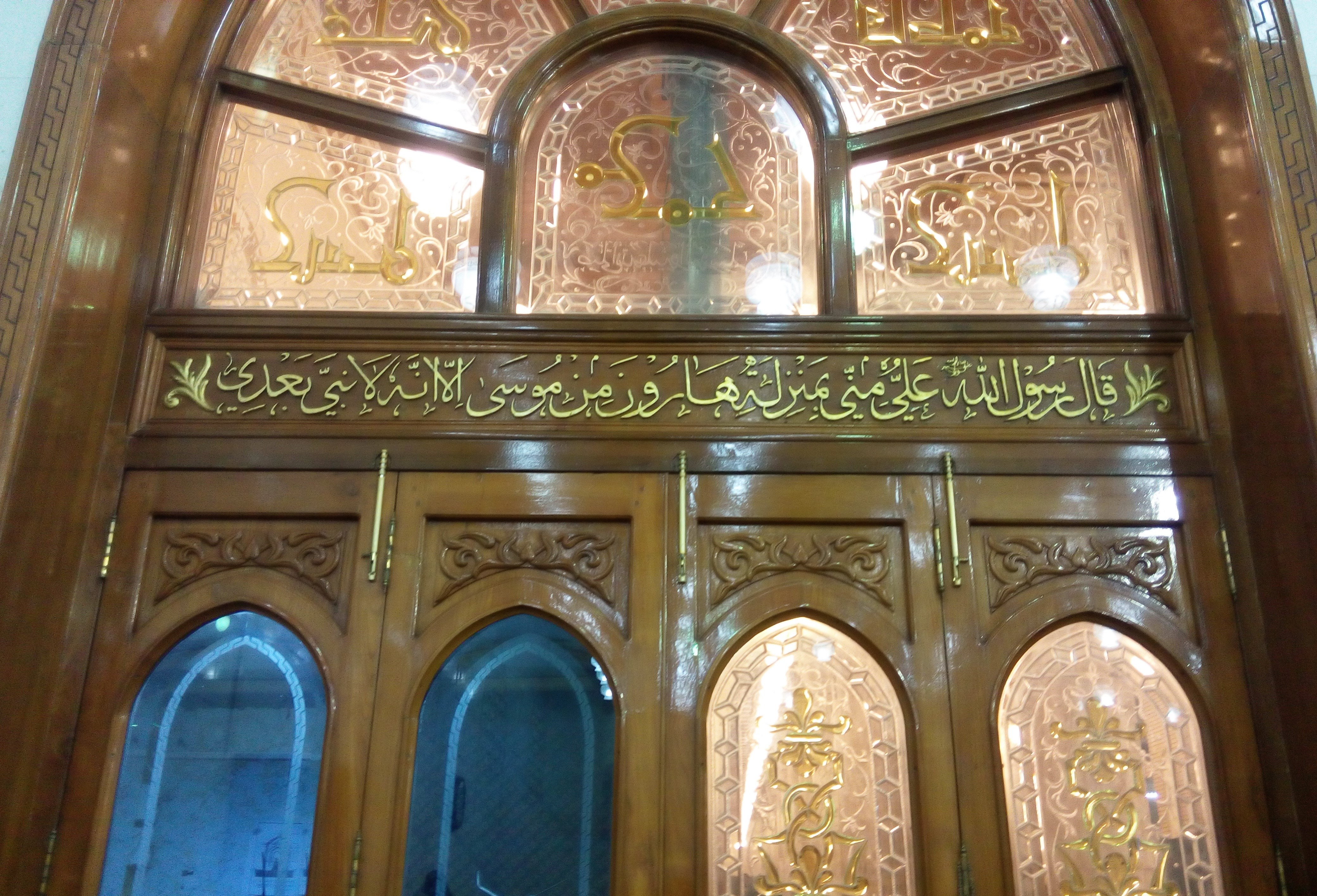
مسجد الكوفة
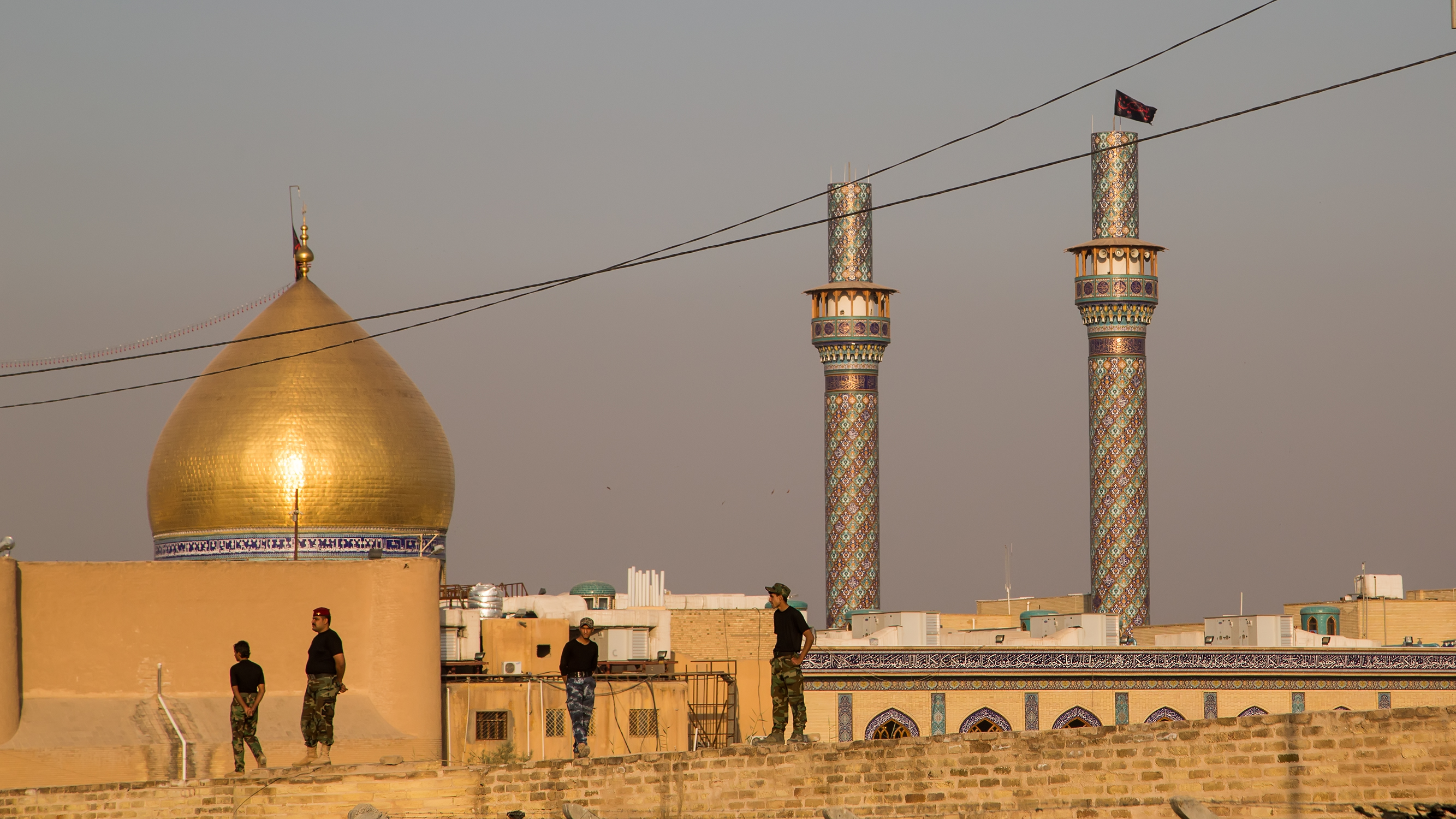
مسجد الكوفة المعظم
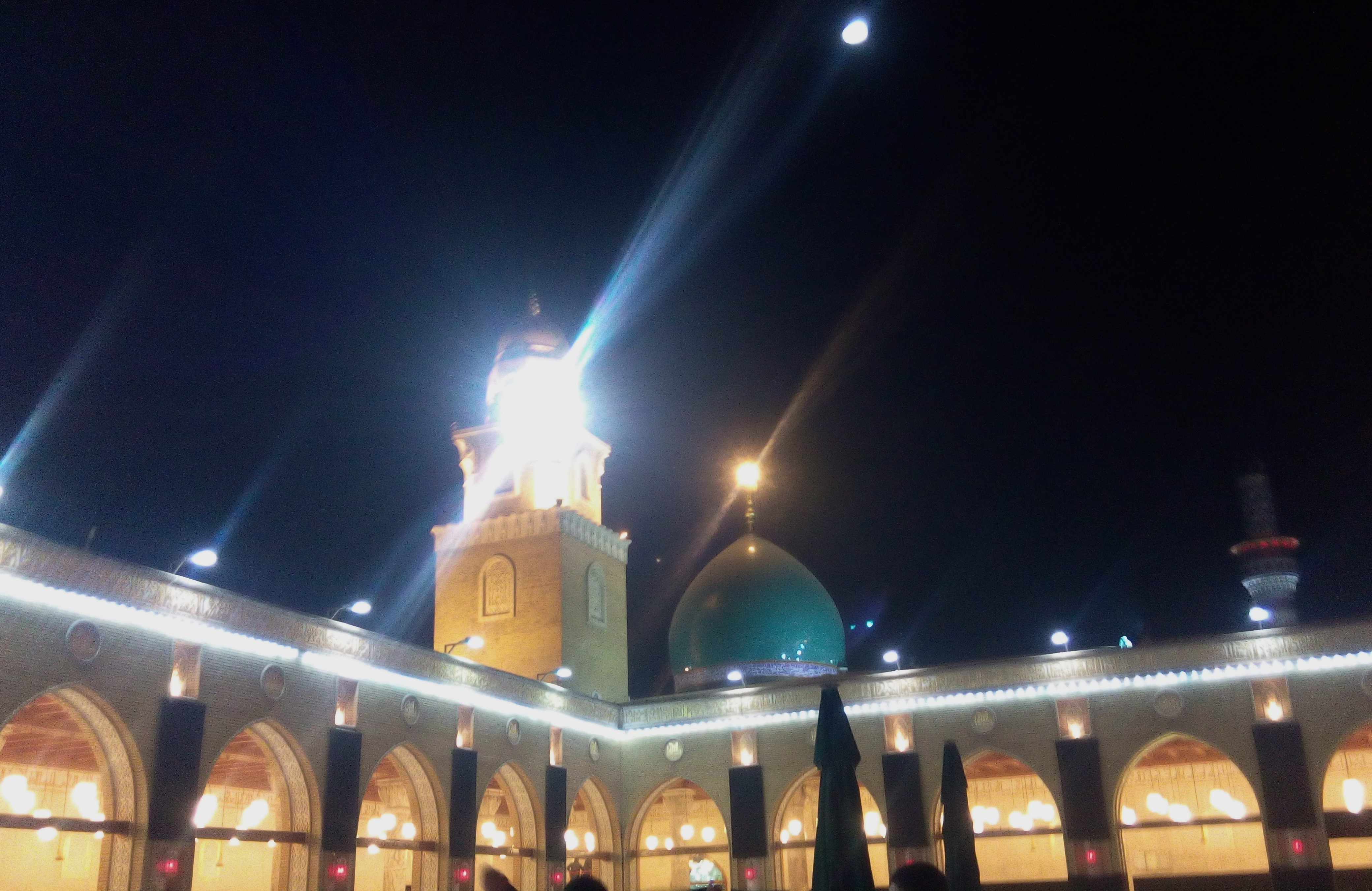
مرقد هانيء بن عروة
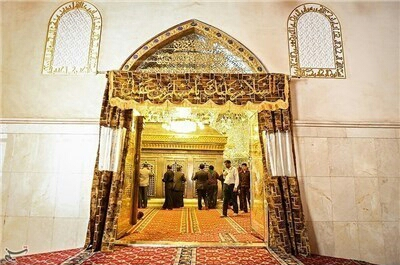
ضريح مسلم بن عقيل
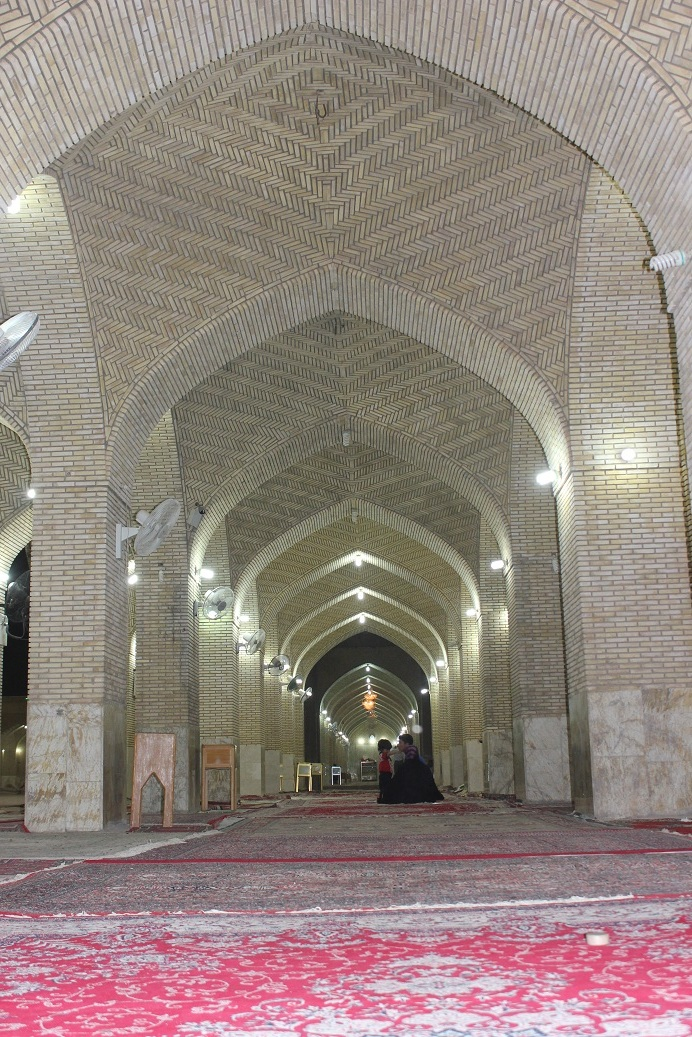
مسجد السهلة